# Erik Mickwitz
Erik Mickwitz, född 24 november 1938 i Helsingfors, död där 6 januari 2024, var en finländsk jurist och ämbetsman.
Mickwitz fick titeln vicehäradshövding 1966. Han innehade olika chefsposter inom Affärsarbetsgivarnas i Finland centralförbund 1965–1976 och knöts 1978 till Konsumentombudsmannens byrå. Åren 1991–2002 var socialdemokraten Mickwitz konsumentombudsman. Han avslutade sin yrkesbana som sekreterare i Svenska Finlands folkting 2002–2004.